# Archelaphe bella
Archelaphe bella — вид змій родини полозових (Colubridae). Мешкає в Південно-Східній Азії. Це єдиний представник монотипового роду Archelaphe.

## Підвиди
Виділяють два підвиди:
- Archelaphe bella bella (Stanley, 1917);
- Archelaphe bella chapaensis (Bourret, 1934).

## Поширення і екологія
Archelaphe bella мешкають в горах на півночі М'янми, півночі Лаосу, півночі і північному заході В'єтнаму та півдні Китаю (Юньнань, Гуансі, Сичуань, Фуцзянь). Вони живуть в гірських субтропічних лісах, серед опалого листя, на висоті від 1000 до 3000 м над рівнем моря. Ведуть нічний спосіб життя, живляться дрібними хребетними. Відкладають яйця.